# بيغ جورج
بيغ جورج (بالإنجليزية: Big George)‏ هو ملحن ومقدم تلفزيوني بريطاني، ولد في 29 مايو 1957 في كلافام ‏ في المملكة المتحدة، وتوفي في 7 مايو 2011 في ميلتون كينز في المملكة المتحدة.

## وصلات خارجية
- الموقع الرسمي
- بيغ جورج على موقع IMDb (الإنجليزية)
- بيغ جورج على موقع ميوزك برينز (الإنجليزية)